# Galianthe chiquitosiana
Galianthe chiquitosiana är en måreväxtart som beskrevs av Elsa Leonor Cabral. Galianthe chiquitosiana ingår i släktet Galianthe och familjen måreväxter. Inga underarter finns listade i Catalogue of Life.